# Kościół Staro-katolicki w PRL
Kościół Staro-katolicki w PRL (inne nazwy: Kościół Starokatolicki Unii Samarytańskiej) – historyczny kościół starokatolicki, który działał na terenie Polski w latach 1965–1993. Jego zwierzchnikiem był abp Bogdan Filipowicz. 

## Historia
W wyniku usunięcia bpa Bogdana Filipowicza i 12 duchownych ze struktur zdelegalizowanego Polskiego Kościoła Starokatolickiego przez abpa Ignacego Jana Wysoczańskiego w październiku tego samego roku Bogdan Filipowicz wraz z grupą duchownych wyświęconych przez Zygmunta Szypolda oraz abpa Wysoczańskiego zwołał I Synod Kościoła Staro-katolickiego w PRL na którym wybrano go na arcybiskupa Kościoła. W skład tejże grupy wchodzili m.in.:
- Arcybiskup Kościoła Staro-katolickiego w PRL – Bogdan Filipowicz
- Biskup-sufragan – brak informacji
- Przewodniczący Kapituły Arcybiskupiej Kościoła Staro-katolickiego w PRL – ks. kan. Józef Rokita[4]
- ks. Henryk Zdoliński
- ks. Mieczysław Studzianny
- ks. Leopold Nowak